# شاكر الكندي
الكابتن شاكر باحجري الكِندي، هو لاعب كرة قدم سعودي قديم في نادي الاتحاد السعودي وفي المنتخب السعودي لكرة القدم، لعب في خط الدفاع وكان من أبرز لاعبي الفريق الإتحادي، ساهم باحجري في العديد من الإنجازات وكان لاعباً أساسياً للمنتخب السعودي الأول في عدد من الدورات الخارجية منها البطولتان العربيتان في بيروت والمغرب.
توفي في يوم الأربعاء 26/11/1426 هجري، الموافق 28/12/2005 ميلادي في مدينة أخن بألمانيا.

## عائلته
لديه ثلاث أولاد وبنت واحدة ويعيشون في مدينة جدة في المملكة العربية السعودية
- ياسر شاكر عبد الله باحجري الكندي ويعمل في (الطيران المدني) ولديه ولدان واحد اسمه: شاكر ياسر شاكر عبد الله باحجري.ومصطفى ياسر شاكر باحجري
- أيمن شاكر عبد الله باحجري الكندي ويعمل في شركة (تجارة السلع الكمالية فتيحي جونير) ولديه ولدان اسمه :عبد الله أيمن شاكر عبد الله باحجري. وعبد الإله أيمن شاكر باحجري
- هاني شاكر عبد الله باحجري الكندي ويعمل في (الخطوط السعودية) قسم الصيانة.
- عبير شاكر عبد الله باحجري الكندي.متزوجه من فهد محمد عبد الرحمن المحيسن ولها بنتان لينا فهد محمد المحيسن و ليان فهد محمد المحيسن